# Josh Briggs
Joshua Briggs (* 14. Dezember 1993) ist ein amerikanischer Wrestler. Er steht derzeit bei der WWE unter Vertrag und tritt regelmäßig in deren Show NXT auf. Sein bislang größter Erfolg ist der Erhalt der NXT UK Tag Team Championship.

## Wrestling-Karriere

### World Wrestling Entertainment (seit 2021)
Am 30. August 2021 unterschrieb er einen Vertrag bei der WWE und begann sein Training im WWE Performance Center. Am 14. September 2021 gab er zusammen mit Brooks Jensen sein Debüt bei NXT; sie traten gegen Imperium Marcel Barthel und Fabian Aichner an. Am 18. Januar 2022 nahmen sie am Dusty Rhodes Tag Team Classic teil und verloren in der ersten Runde gegen The Creed Brothers. Am 23. Juni 2022 gewannen sie die vakante NXT UK Tag Team Championship. Hierfür besiegten sie in einem Fatal-Four-Way-Elimination-Tag-Team-Match die Teams Teoman und Rohan Raja, Dave Mastiff und Jack Starz sowie Wild Boar und Mark Andrews. Die Regentschaft hielt 73 Tage und sie verloren die Titel schlussendlich am 4. September 2022 bei einem Titelvereinigungsmatch an Elton Prince und Kit Wilson.

## Titel und Auszeichnungen
- World Wrestling Entertainment
  - NXT UK Tag Team Championship (1×) mit Brooks Jensen

- Alpha-1 Wrestling
  - A1 Zero Gravity Championship (1×)

- Chaotic Wrestling
  - Chaotic Wrestling New England Championship (1×)
  - Chaotic Wrestling New England Title Tournament (2017)

- Evolve
  - Evolve Championship (1×)

- Monster Factory Pro Wrestling
  - MFPW Network Championship (1×)

- Northeast Championship Wrestling
  - Ox Baker Memorial Cup (2017)

- UFO Wrestling
  - UFO Tag Team Championship (1×) mit Beau Douglas